# 米爾頓鎮區 (明尼蘇達州道奇縣)
米爾頓鎮區（英語：Milton Township）是位於美國明尼蘇達州道奇縣的一個行政鎮區。

## 地方資料
米爾頓鎮區的面積為93.59平方千米，當中陸地面積為93.36平方千米，而水域面積為0.23平方千米。根據2020年美國人口普查的數據，當地共有人口743人，而人口密度為每平方千米7.94人。